# A magyar női labdarúgó-válogatott mérkőzései 1999-ben
A magyar női labdarúgó-válogatott  1999. évi mérkőzéseiből három Európa-bajnoki selejtező ismert. A mérleg: három győzelem.
Szövetségi kapitány:
- Bacsó István

## Mérkőzések
| 107. mérkőzés 1999. június 20. | Szlovénia | 0 – 9             | Magyarország                          | Tótkeresztúr |
| 107. mérkőzés 1999. június 20. |           | (0 - 4) Részletek | Bilicsné Bökk Pádár Mester Nagy Markó | Tótkeresztúr |

| 108. mérkőzés 1999. szeptember 4. Eb-selejtező | Magyarország | 13 –0             | Bosznia-Hercegovina | Bük |
| 108. mérkőzés 1999. szeptember 4. Eb-selejtező | Lévay 5' Nagy A. 8' 43' 60' Fülöp 17' (11-esből) 63' Szabó I. 26' Pádár 47' Bökk 49' 53' 66' Markó 66' Paraoánu 80' | (5 – 0) Részletek |                     | Bük |

| 109. mérkőzés 1999. október 2. Eb-selejtező | Görögország | 0 – 8             | Magyarország                                                | Kateríni |
| 109. mérkőzés 1999. október 2. Eb-selejtező |             | (0 – 5) Részletek | Bökk 22' Pádár 28' 35' 51' Nagy A. 32' 83' Szabó I. 44' 57' | Kateríni |

| 110. mérkőzés 1999. november 3. Eb-selejtező | Törökország    | 2 – 8             | Magyarország                                                     | İzmir |
| 110. mérkőzés 1999. november 3. Eb-selejtező | Nurhan 21' 61' | (1 – 3) Részletek | Pádár 2' Bökk 40' 45' 51' 60' Szabó I. 47' Lévay 56' Nagy A. 81' | İzmir |